# Matthew Henson
Matthew Alexander Henson (Nanjemoy (Charles County, Maryland), 8 augustus 1866 – New York, 9 maart 1955) was een Amerikaans ontdekkingsreiziger en poolonderzoeker die Robert Peary vergezelde op zeven reizen naar het Noordpoolgebied gedurende een periode van 23 jaar. Henson nam deel aan de expeditie van 1908–1909 waarbij de geografische noordpool voor het eerst werd bereikt op 6 april 1909; Henson zou de eerste van de groep geweest zijn die de pool bereikte.

## Biografie
Matthew Henson werd geboren in Maryland kort na de Amerikaanse Burgeroorlog. Zijn ouders waren zwarte, vrije sharecroppers. Henson bracht zijn jeugd grotendeels in Washington D.C. door en begon op zijn twaalfde te werken. Als verkoopassistent in een warenhuis leerde hij Peary kennen, die hem in 1887 in dienst nam als dienstjongen. Henson maakte zijn eerste reis in het gezelschap van Peary in 1891–1892. Hij trad op als zeevaarder en vakman en bestudeerde Inuit-overlevingstechnieken.
Tijdens de expeditie van 1908–1909 naar Groenland was Henson, op 6 april 1909, een van zes mannen die als eerste de geografische noordpool zouden bereikt hebben. Volgens verklaringen van Henson was hij voorop gestuurd en bereikte hij als eerste de pool. De claim van de Peary-expeditie werd toentertijd betwist en werd door het onderzoek van Wally Herbert in 1989 opnieuw voer voor debat.

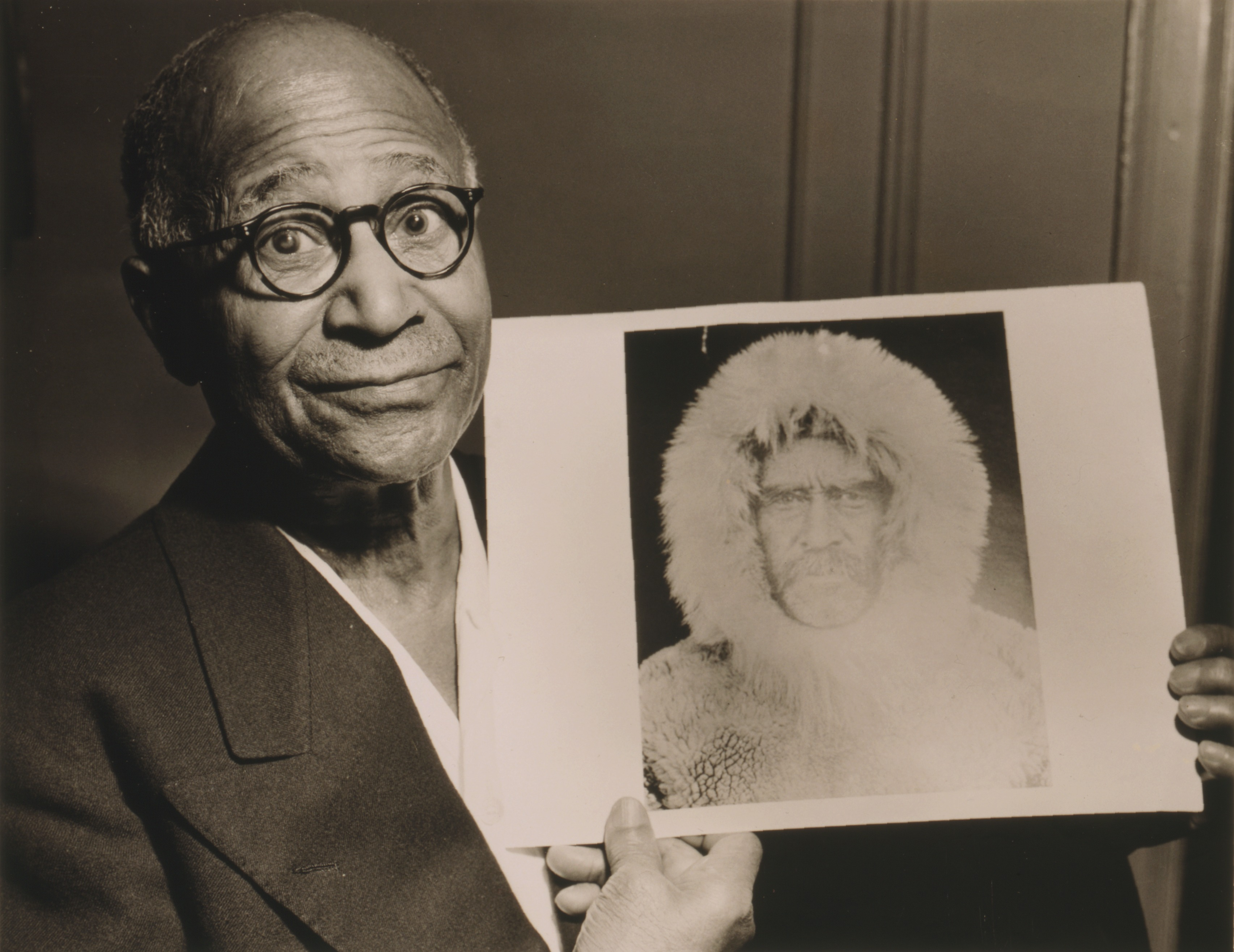
Matthew Henson met een foto van Peary
(1953), Library of Congress

Als deelnemer aan de beroemde expeditie genoot Henson enige roem. Hij gaf zijn memoires uit in 1912. Op het einde van zijn leven kregen Henson en de Inuit deelnemers aan de Peary-expedities de erkenning die initieel enkel Peary was toegekomen. In 1937 werd Henson het eerste Afro-Amerikaans levenslang lid van The Explorers Club, in 1944 ontving hij de Peary Polar Expedition Medal en presidenten Harry Truman en Dwight Eisenhower ontvingen hem. Henson overleed in 1955 in The Bronx. Postuum ontving hij de Hubbard Medal van de National Geographic Society en werd een maankrater naar hem vernoemd.

## Galerij

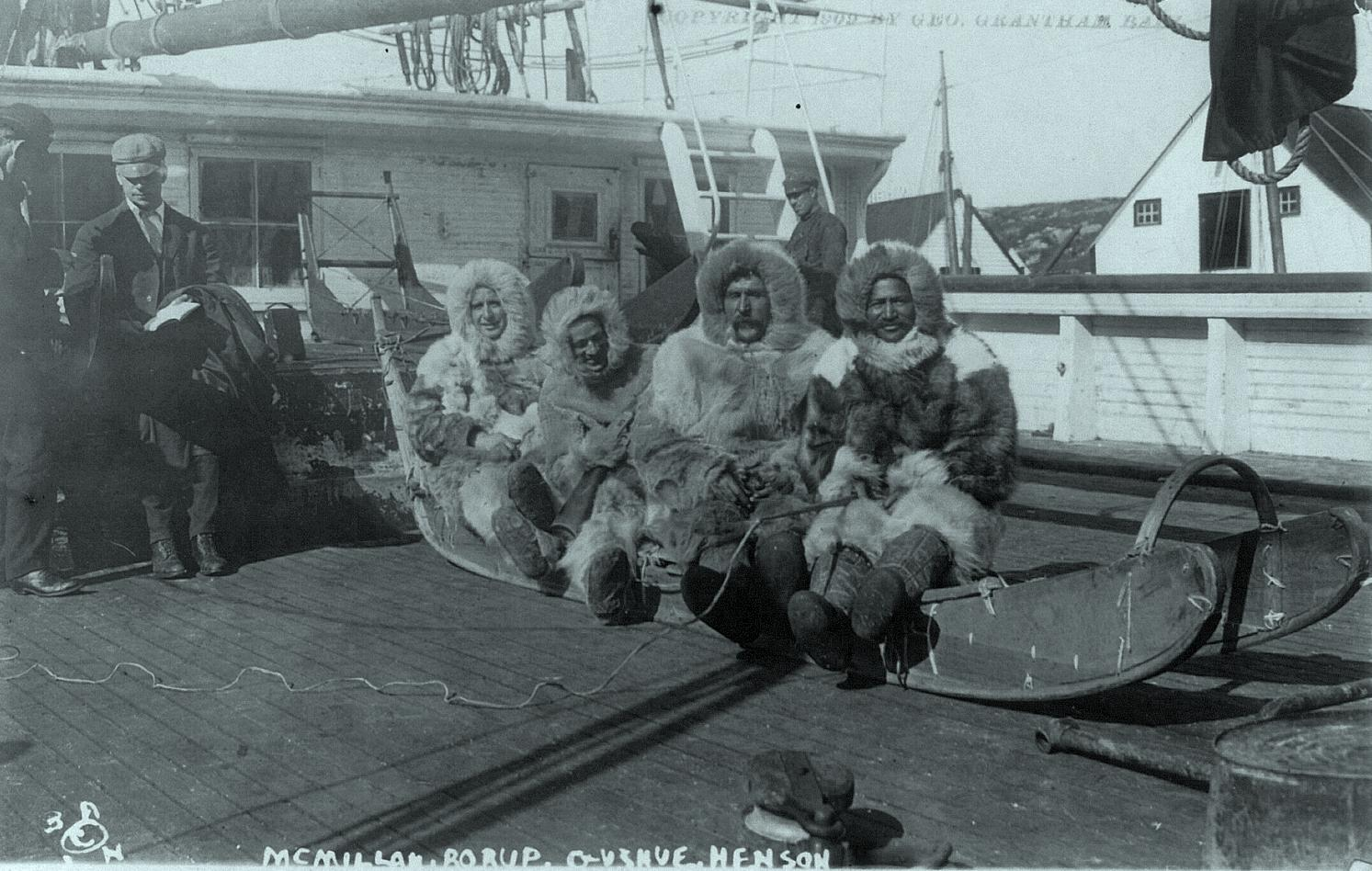
Expeditie-leden van 1905-1906
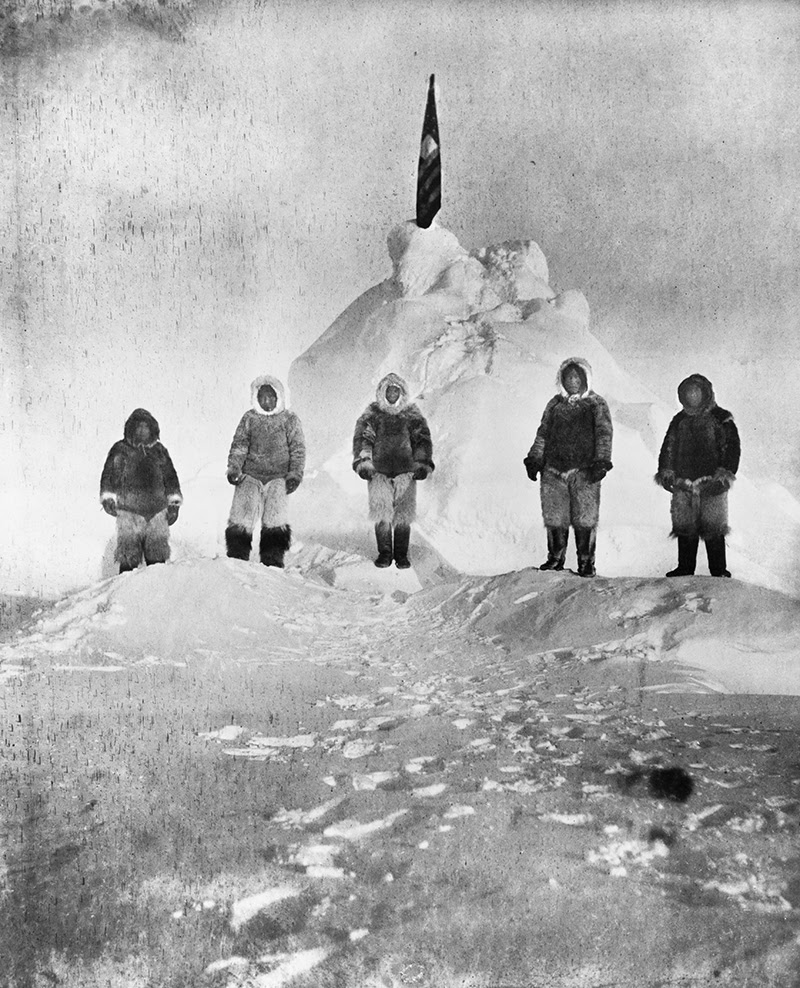
Henson met de vier Inuit-gidsen op de pool
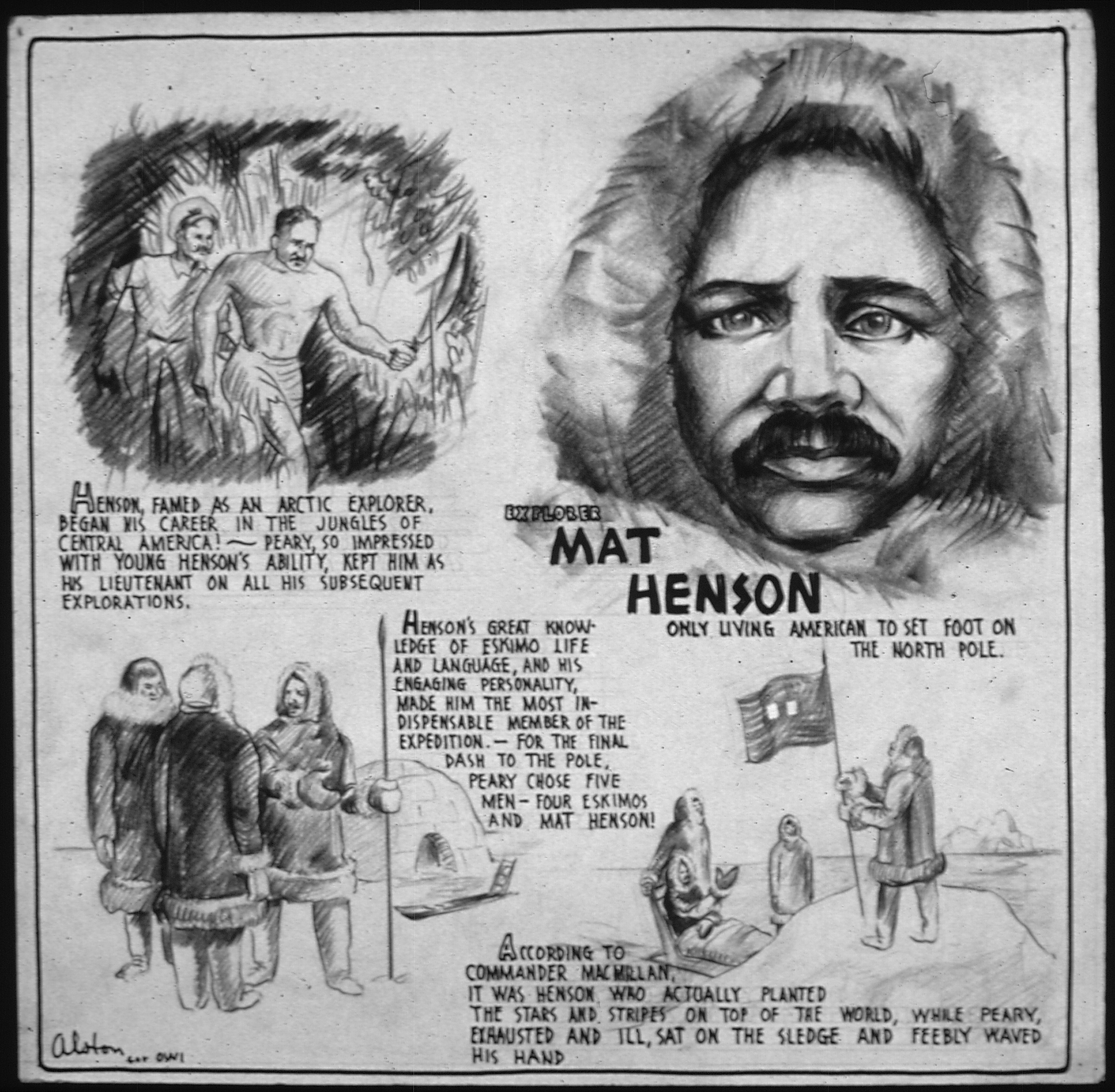
Ontdekkingsreiziger Mat Henson (1943), Charles Henry Alston
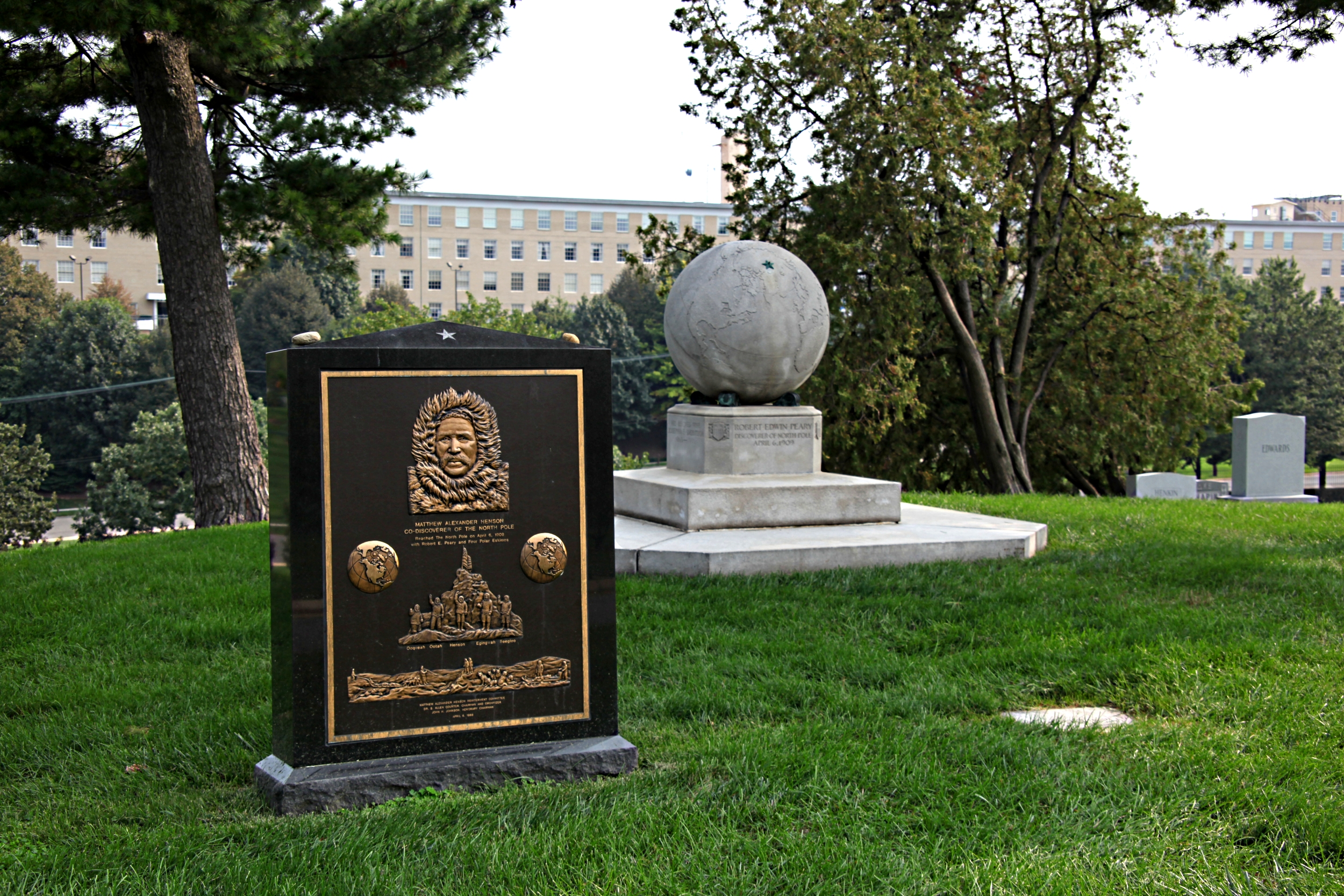
Graf van Henson en Peary